# 若緑
若緑（わかみどり、1917年4月15日 - 1977年）は、日本の昭和初期に活躍した女相撲の力士。興行女相撲の最高位である大関を務めた。

## 来歴
大正6年（1917年）、山形県東置賜郡宮内町（山形県南陽市）で生まれた。本名は遠藤志げの。
昭和9年（1934年）、志げのが17歳のとき、石山兵四郎を荷主とする石山興行の女相撲の興行が菊祭りにあわせて宮内町に来た。志げのの実家は遠藤商店という食品や雑貨を扱う店を営んでおり、志げのが軽々と石山興行へ米俵を配達しているのを女力士が見てその力に驚いた。その後、玉椿と若桜の取り組みを見たことで感銘を受け、志げの自身も石山興行に入り、しこ名を若緑とした。

入門から3年で大関となり、東の大関玉椿と並び、西の大関として人気を誇った。ファンは
「強いし、器量よし、太鼓に踊り、唄も大関若緑」
を合言葉にしていた。
昭和16年（1941年）太平洋戦争の影響での石山興行の解散まで力士を務めた。終戦後は愛媛県北条町に住み、小料理店「若緑」を開く。

昭和32年（1957年）愛媛県松山市での大相撲高砂部屋の巡業で、前代未聞となる女人禁制の土俵に上がり挨拶をすることになった。これは4代高砂(第39代横綱・前田山)の強い要望からだが、本人は
「皇后陛下でも大相撲の土俵に上がれないことはワタシも知っています。恐れ多くて土俵には上がれません」
と固辞した。しかし、4代高砂は
「たしかに神代の昔からは女は一度も土俵に上がったことはない。でも、いつまでもそんな考えをしているのは時代遅れだ。日本の封建的な時代は、今度の戦争で終わったんだ」
と答え、強く頼み込み、「その責任は自分が取る」とも言った。
当日、若緑は着物姿で土俵に上がり挨拶を行った。観衆から驚きの声が上がったが、「いよ！若緑、日本一！」という掛け声が上がった。会場から多少のざわめきがあったものの、特に大きな問題になるわけでもなかった。後で若緑は自分が土俵に上がったことについて「土俵の神様から『（女は）男の土俵には上がったらいかん』と叱られているように感じた」ため、「もう2度と土俵には上がれない」とも言っていたという。